# Gelber Katzenwels
Der Gelbe Katzenwels (Ameiurus natalis) ist eine Fischart aus der Familie der Katzenwelse (Ictaluridae).

## Merkmale
Der Rücken des Gelben Katzenwelses ist gelb-olivfarbenen gesprenkelt. Die Bauchseite ist gelb bis weißlich. Jungfische sind dunkler gefärbt. Der Fisch unterscheidet sich von dem Katzenwels und dem Schwarzen Katzenwels vor allem durch seine weißen Barteln. Die Schwanzflosse besitzt 23–27 Strahlen und ist nicht eingekerbt. Durchschnittlich erreichen die Fische eine Länge von 15 bis 45 cm. Der schwerste bisher erfasste Gelbe Katzenwels wog 1,920 kg. Die Tiere erreichen ein Alter von bis zu 7 Jahren. Das Fleisch des Fisches ist cremefarben und hat einen guten Geschmack. Es kann vorkommen, dass das Fleisch im Sommer weicher ist als in anderen Jahreszeiten.

## Ernährung
Der Gelbe Katzenwels hat ein breites Nahrungsspektrum. Er geht vor allem nachts auf Futtersuche und ernährt sich von kleinen Fischen, Schnecken, Würmern, Krebstieren, Insekten und Aas.

## Lebensraum
Das Verbreitungsgebiet des Fisches erstreckt sich über Texas, North Dakota und die Großen Seen bis an die Ostküste der Vereinigten Staaten (42°N – 19°N). Er ist ein Süßwasserfisch und lebt bevorzugt in Habitaten mit klarem, langsam fließenden Wasser, steinigen Gewässerböden und flachen Stellen mit warmem Wasser und krautigem Bewuchs. Seine bevorzugte Wassertemperatur liegt bei 5–15 °C.

## Fortpflanzung
Im Spätfrühling und Frühsommer graben die Gelben Katzenwelse Löcher in schlammige Gewässerböden, um dort zu laichen. Meist suchen sich die Fische, welche im Alter von zwei bis drei Jahren geschlechtsreif werden, einen Gegenstand wie zum Beispiel ein Stück Holz oder einen Stein, an dem sie ihren Laich ablegen. Anschließend beschützen die Elterntiere den Laichplatz bis Juli oder August. Die Rogner können 2.000 bis 12.000 Eier legen. Eine Population verdoppelt sich in circa 1,4 – 4,4 Jahren. Aufgrund dieser geringen Zeit besteht die Gefahr einer Überpopulation.